# Nice (Tràcia)
Nice o Nicea (en llatí Nicae o Nicaea, en grec antic Νίκη o Νίκαια) era una ciutat de Tràcia no llunyana d'Adrianòpolis.
L'emperador Valent hi va ser derrotat i mort pels gots en la batalla d'Adrianòpolis l'any 378 aC. En parlen Amià Marcel·lí, Jordi Cedrè, Hèrmies Sozomen i Teòfanes el Confessor.